# Heinrich Wilhelm Calberla
Heinrich Conrad Wilhelm Calberla (* 29. Juni 1774 in Walle; † 22. August 1836 in Dresden) war ein deutscher Kaufmann.

## Leben und Wirken
Calberla war ein Sohn des Waller Stiftsvogts Ernst Wilhelm Calberla und einer Frau namens Marie Dorothea. Der Großvater mütterlicherseits war der Waller Schulmeister Andreas Lütge.
Als Drechsler erhielt Calberla im Jahr 1800 das Dresdner Bürgerrecht. 1817 schuf er dort mit der späteren Calberlaschen Zuckersiederei das erste derartige Unternehmen Sachsens. Für den einfacheren und kostengünstigeren Transport von Rohrzucker etablierte er einen Dampfschiffverkehr, der Dresden über die Elbe mit Hamburg verband. Im Winter 1834/35 verkehrte erstmals ein in Hamburg gestartetes Dampfschiff Richtung Dresden. Bei der in Etappen durchgeführten Fahrt hatte der Kahn 1000 Zentner Rohzucker geladen. Calberla konnte somit beweisen, dass Dampfschiffe die Oberelbe befahren konnten. Ewald Bellingrath begründete darauf aufbauend später die Kettenschleppschiffahrt der Oberelbe.
Calberla besaß Schiffe, die über 25 Pferdestärken verfügten und somit den stärksten Motoren gleichkamen, die in Fabriken eingesetzt wurden. Im Jahr 1822 gründete er die Elb-Westindische See-Handlungs-Compagnie mit, die sich zum Ziel gesetzt hatte, von Sachsen aus Handel mit Übersee zu treiben. Calberla war Aktionär der Elb-amerikanischen Compagnie.
Carlberla heiratete 1802 die Dresdnerin Marie Dorothea Schönherr (1783–1805). Ein Jahr nach dem Tod der ersten Ehefrau heiratete er Friederike Amalie (1783–1820), deren Vater Johann Friedrich Schüßler ein Dresdner Seifen- und Wachsfabrikant war. Aus beiden Ehen stammte jeweils ein Sohn. Der zweite Sohn Gustav Moritz Calberla (* 30. November 1809 in Dresden; † 3. Dezember 1906 ebenda) übernahm die Zuckerfabrik.